# Falcón (staat)
Falcón is een van de 23 deelstaten van Venezuela. Het heeft een oppervlakte van 24.800 km² en kent 902.847 inwoners (2011). De hoofdstad van de deelstaat is de stad Coro.

## Geschiedenis
De staat werd in 1864 gesticht onder de naam Coro; in 1874 werd de naam veranderd naar Falcón. Dit ter ere van Juan Crisóstomo Falcón, die tussen 1863 en 1868 president van Venezuela was.

## Geografie
Falcón ligt in het noorden van Venezuela aan de Caribische Zee. In deze zee ligt het schiereiland Paraguaná, dat door een landengte (Médanos) met de rest van Falcón is verbonden. Op het schiereiland, dat op 27 kilometer van Aruba ligt, zijn olieraffinaderijen te vinden.
Er zijn vier nationale parken in Falcón: Médanos de Coro, de Cueva de la Quebrada del Toro, Morrocoy en de Sierra de San Luis.

## Gemeenten
De deelstaat Falcón is verdeeld over 25 gemeenten:
| Nr. | Gemeente                  | Inwoners | Hoofdplaats                                     | Inwoners |
| --- | ------------------------- | -------- | ----------------------------------------------- | -------- |
| 1   | Acosta                    | 19.461   | San Juan de los Cayos                           | 9.526    |
| 2   | Bolívar                   | 9.131    | San Luis                                        | 4.792    |
| 3   | Buchivacoa                | 24.402   | Capatárida                                      | -        |
| 4   | Cacique Manaure           | 11.641   | Yaracal                                         | -        |
| 5   | Carirubana (op Paraguaná) | 287.558  | Punto Fijo                                      | 287.558  |
| 6   | Colina                    | 48.353   | La Vela de Coro                                 | -        |
| 7   | Dabajuro                  | 22.294   | Dabajuro                                        | 22.294   |
| 8   | Democracia                | 9.172    | Pedregal                                        | -        |
| 9   | Falcón (op Paraguaná)     | 54.230   | Pueblo Nuevo                                    | -        |
| 10  | Federación                | 31.956   | Churuguara                                      | -        |
| 11  | Jacura                    | 14.168   | Jacura                                          | -        |
| 12  | Los Taques (op Paraguaná) | 38.837   | Santa Cruz de Los Taques                        | -        |
| 13  | Mauroa                    | 34.649   | Mene de Mauroa                                  | 34.649   |
| 14  | Miranda                   | 232.007  | Santa Ana de Coro (met de oude binnenstad Coro) | 215.317  |
| 15  | Monseñor Iturriza         | 23.164   | Chichiriviche                                   | 11.000   |
| 16  | Palmasola                 | 8.871    | Palmasola                                       | 8.871    |
| 17  | Petit                     | 14.457   | Cabure                                          | -        |
| 18  | Píritu                    | 10.142   | Píritu                                          | 7.500    |
| 19  | San Francisco             | 11.705   | Mirimire                                        | -        |
| 20  | Silva                     | 47.885   | Tucacas                                         | 47.885   |
| 21  | Sucre                     | 4.962    | La Cruz de Taratara                             | -        |
| 22  | Tocopero                  | 5.747    | Tocopero                                        | -        |
| 23  | Unión                     | 17.657   | Santa Cruz de Bucaral                           | -        |
| 24  | Urumaco                   | 8.432    | Urumaco                                         | 5.107    |
| 25  | Zamora                    | 34.092   | Puerto Cumarebo                                 | 33.822   |

| Detailkaart |
| --- |
| Colombia Curaçao Golf van Venezuela Caraïbische Zee Zulia Lara Yaracuy Cara- bobo 1 2 3 4 5 6 7 8 9 10 11 12 13 14 15 16 17 18 19 20 21 22 23 24 25 |
| Gemeenten |